# Paratullbergia
Paratullbergia är ett släkte av urinsekter. Paratullbergia ingår i familjen blekhoppstjärtar.
Kladogram enligt Dyntaxa:
| Paratullbergia | \| \| Paratullbergia callipygos \| \| \| \| \| \| Paratullbergia macdougalli \| \| \| \| |
|                | \| \| Paratullbergia callipygos \| \| \| \| \| \| Paratullbergia macdougalli \| \| \| \| |
|                | Archaphorura                                                                             |
|                |                                                                                          |
|                | Chaetophorura                                                                            |
|                |                                                                                          |
|                | Doutnacia                                                                                |
|                |                                                                                          |
|                | Hymenaphorura                                                                            |
|                |                                                                                          |
|                | Karlstejnia                                                                              |
|                |                                                                                          |
|                | Megaphorura                                                                              |
|                |                                                                                          |
|                | Mesaphorura                                                                              |
|                |                                                                                          |
|                | Metaphorura                                                                              |
|                |                                                                                          |
|                | Micraphorura                                                                             |
|                |                                                                                          |
|                | Neonaphorura                                                                             |
|                |                                                                                          |
|                | Neotullbergia                                                                            |
|                |                                                                                          |
|                | Oligaphorura                                                                             |
|                |                                                                                          |
|                | Onychiurus                                                                               |
|                |                                                                                          |
|                | Pongeiella                                                                               |
|                |                                                                                          |
|                | Protaphorura                                                                             |
|                |                                                                                          |
|                | Psammophorura                                                                            |
|                |                                                                                          |
|                | Scaphaphorura                                                                            |
|                |                                                                                          |
|                | Stenaphorura                                                                             |
|                |                                                                                          |
|                | Supraphorura                                                                             |
|                |                                                                                          |
|                | Thalassaphorura                                                                          |
|                |                                                                                          |
|                | Uralaphorura                                                                             |
|                |                                                                                          |
|                | Wankeliella                                                                              |
|                |                                                                                          |
|                | Paratullbergia callipygos                                                                |
|                |                                                                                          |
|                | Paratullbergia macdougalli                                                               |
|                |                                                                                          |

|  | Paratullbergia callipygos  |
|  |                            |
|  | Paratullbergia macdougalli |
|  |                            |